# Rogno
Rogno est une commune italienne de la province de Bergame, dans la région Lombardie.

## Sport
- Mémorial Davide Fardelli, course cycliste.

## Administration
| Période                                  | Période | Identité | Étiquette | Qualité |
| ---------------------------------------- | ------- | -------- | --------- | ------- |
|                                          |         |          |           |         |
| Les données manquantes sont à compléter. |         |          |           |         |

### Communes limitrophes
Angolo Terme, Artogne, Castione della Presolana, Costa Volpino, Darfo Boario Terme, Pian Camuno, Songavazzo

### Jumelages
- Clavesana (Italie)